# Premios Tony
Los Premios Tony son los galardones que celebran logros en el teatro estadounidense y, más específicamente en, obras estrenadas o al menos representadas en el circuito de Broadway (Nueva York). 
Como todos los años, la ceremonia se transmite en vivo por Film & Arts.
Las reglas se establecen en las "Reglas y Reglamentos de los Premios Tony The American Theatre Wing". Los Premios Tony son considerados los más altos honores del teatro en Estados Unidos, los equivalente a los Premios Óscar para las películas, los Premios Grammy por la música, los Premios Emmy para la televisión y el Premio Laurence Olivier al teatro en el Reino Unido, el Premio Molière de Francia o los Premios Max en España. 
Desde el año 1997 hasta el año 2010, la ceremonia de los Premios Tony se llevó a cabo en el Radio City Music Hall de Nueva York en junio y transmitido en vivo por la televisión CBS excepto en el año 1999, cuando se celebró en el Gershwin Theatre.Entre los años 2011 y 2012, la ceremonia se llevó a cabo en el Teatro Beacon.La 67 ª entrega de los Premios Tony regresó al Radio City Music Hall el 9 de junio de 2013.

## Historia de los Premios Tony
El premio fue fundado en 1947 por un comité de la American Theatre Wing encabezado por Brock Pemberton. El premio lleva el nombre de Antonieta Perry, -apodada "Tony"- una actriz, directora, productora y cofundadora del American Theatre Wing, quien murió en el año 1946y entretuvo a los soldados aliados de la Segunda Guerra Mundial.  
Como explica la biografía oficial en la página oficial de los Premios Tony: "En [críticas a Warner Bros.] sugeridas por Jacob Wilk, [Pemberton] propuso un Premio en su honor por su destacada actuación en escenario y técnica. En el evento inicial en el año 1947, cuando entregó un Premio, lo llamó el Premio Tony". Así el nombre quedó vinculado para la posteridad.
La primera ceremonia de premiación se llevó a cabo el 6 de abril de 1947, en el hotel Waldorf Astoria en Nueva York.Los primeros Premios fueron "un rodillo, encendedores de cigarrillos y artículos de joyería, tales como pactos de oro de catorce quilates y brazaletes para las mujeres, y dinero reducido para los hombres".No fue hasta la tercera entrega de los Premios en el año 1949 que la primera medalla de dichos Premios Tony fue entregado a los ganadores del premio.
Otorgado por un panel de aproximadamente 700 jueces de diversas áreas de la industria del entretenimiento y de prensa, los Premios Tony son generalmente considerados como el equivalente en el teatro por el premio de la Academia, por la excelencia en el cine, el Premio Grammy, para la industria de la música, y el Premio Emmy, por la excelencia en la televisión. En el teatro británico, el equivalente al premio Tony es el Premio Laurence Olivier. Una serie de espectáculos aumentando su duración y de mayor éxito del mundo, así como algunos actores, directores, coreógrafos y diseñadores, han recibido dos premios Tony y Oliviers.
Desde el año 1967, la entrega de Premios ha sido transmitido por la televisión nacional de Estados Unidos e incluye números musicales de los nominados y en ocasiones ha incluido videoclips o presentaciones, interpretados por los nominados. En la actualidad, The American Theatre Wing y la Liga de Broadway administran los Premios. El número de participantes para la transmisión es generalmente muy por debajo de la de los Premios de la Academia, pero el programa llega a un público acomodado, que es apreciado por los anunciantes. La audiencia tuvo un descenso de los primeros años de su historia de difusión (por ejemplo, el número de espectadores en el año 1974 fue de 20.026 millones, en 1999, 9.155 millones), pero se ha asentado en entre seis y ocho millones de espectadores durante la mayor parte de la década de los años 2000.Por el contrario , la transmisión por televisión de los Óscar 2009 tenía 36,3 millones de espectadores.

## Medallón
Fue diseñado por el director de arte Herman Rosse. Es una mezcla de la mayoría de lata y un poco de bronce, con un recubrimiento de níquel en el exterior; una base de acrílico negro de cristal, y el estaño giratoria niquelada.La cara del medallón retrata una adaptación de las máscaras de la comedia y de la tragedia. Originalmente, el reverso tenía un perfil alegre de Antonieta Perry; más tarde se cambió para contener el nombre, la categoría del Premio, la producción y el año del ganador. El medallón se ha montado sobre una base de negro desde el año 1967.
Un apoyo más grande se introdujo a tiempo para la ceremonia de entrega del año 2010. La nueva base es un poco más alto - 5 pulgadas (13 cm), frente a los 3 1/4 pulgadas (8,3 cm) - y más pesados - 3 1/2 libras (1,6 kg), un aumento de 1 1/2 libras (680 gramos) . Este cambio se implementó para dictar el laudo "se sienta más sustancial" y más fáciles de manejar en el momento en que el premio se otorga a los ganadores. Según Howard Sherman, director ejecutivo de la American Theatre Wing:
Para el Premios Tony presentó una producción distinta a Broadway, los premios se dan al autor y hasta dos de los productores de forma gratuita. Todos los demás miembros del equipo de producción por encima del título son elegibles para adquirir la concesión física. Las sumas percibidas están diseñados para ayudar a sufragar el costo de la propia ceremonia de los Premios Tony. Un premio cuesta UD$ 400 como de por lo menos 2000, $ 750 a partir de por lo menos 2009, y, a partir de 2013, había sido $ 2500 "durante varios años", según la Tony Award Productions.

## Calificaciones para recibir una nominación
Para recibir una nominación, una obra de teatro o un actor tiene que estrenarse en uno de los 39 teatros del distrito de Broadway en Manhattan durante el último año. A causa de que muchas obras de éxito (especialmente los musicales) se quedan en el mismo teatro año tras año, en un año típico solo 20 o 25 obras de teatro son candidatas aptas para recibir una nominación. 
Al limitarse los Premios al Circuito de Broadway, la mayoría de obras de teatro profesionales en Estados Unidos no reciben nominaciones, al margen de su calidad. La única excepción a esta regla es el Premio Tony para el Mejor Teatro Regional: Los teatros profesionales de todo el país pueden recibir este Premio y se informa a los ganadores antes de la ceremonia para que puedan viajar a Nueva York para recogerlo.

## Categorías

### Obras de teatro
- Mejor obra de teatro
- Mejor reestreno de una obra de teatro
- Mejor dirección de una obra de teatro
- Mejor actor principal en una obra de teatro
- Mejor actriz principal en una obra de teatro
- Mejor actor de reparto en una obra de teatro
- Mejor actriz de reparto en una obra de teatro
- Mejor diseño escénico en una obra de teatro
- Mejor diseño de vestuario en una obra de teatro
- Mejor diseño de sonido en una obra de teatro

### Musicales
- Mejor musical
- Mejor música original
- Mejor reestreno de un musical
- Mejor dirección de un musical
- Mejor actor principal en un musical
- Mejor actriz principal en un musical
- Mejor Actor de Reparto en un Musical
- Mejor actriz de reparto en un musical
- Mejor guion de un musical
- Mejor diseño escénico en un musical
- Mejor diseño de iluminación en un musical
- Mejor diseño de sonido en un musical
- Mejor coreografía
- Mejor orquestación

### Categorías especiales
- Mejor evento teatral especial
- Premio Tony especial
- Mejor teatro regional

## Críticas
Mientras que el público puede considerar a los Premios Tony como los Óscar del teatro, los críticos han sugerido que dichos Premios son principalmente un vehículo de promoción para un reducido número de grandes empresas de producción y dueños de cines en la ciudad de Nueva York.Las únicas producciones elegibles son las que han aparecido en uno de los grandes cuarenta teatros de Broadway designados por el Comité de Gestión de los Premios Tony. Tan solo una porción de los teatros de Broadway cuenta con un nuevo estreno en una temporada dada, y como hay 27 categorías de premios, la mayoría de los nuevos espectáculos reciben una o más nominaciones. Los productores afirman que un Premio Tony es el único premio que vende entradas: "Ganar la mejor obra o el mejor musical significa dinero en el banco".

## Récords
- El musical que ha recibido más nominaciones que cualquier otro es Hamilton. Recibió 16 nominaciones en el año 2016.[15]
- Los productores es el musical con más Tonys ganados. Cuenta con 12 premios.
- Harold Prince es la persona que ha ganado más Tonys que cualquier otra. Ha recibido 21.
- Stephen Sondheim ha ganado ocho Tonys, más que cualquier otro compositor.
- Audra McDonald es la única actriz en haber ganado 6 Tonys, siendo también la única entre actores y actrices. Además, posee el récord de haber ganado las cuatro categorías de actuación. Todo esto lo completó en el año 2014.
- Julie Taymor fue la primera mujer en ganar la categoría Mejor dirección en un musical por su obra El rey león en el año 1998.